# Columbia (Pennsylvania)
Columbia ist eine Gemeinde (borough) im Lancaster County des US-Bundesstaates Pennsylvania. Das U.S. Census Bureau hat bei der Volkszählung 2020 eine Einwohnerzahl von 10.207 auf einer Fläche von 6,3 km² ermittelt. Sie liegt 28 Meilen (45 km) südöstlich von Harrisburg, am östlichen (linken) Ufer des Susquehanna River, gegenüber von Wrightsville und York County und direkt südlich der U.S. Route 30.

## Geschichte
Die Siedlung wurde 1726 von kolonialen englischen Quäkern aus Chester County gegründet, angeführt vom Unternehmer und Evangelisten John Wright. Sie bekam den Namen Wright’s Ferry. Die Siedlung bildete die erste kommerzielle Susquehanna-Überquerung in der Region. Dies entfachte den Territorialkonflikt mit dem benachbarten Maryland, brachte der kleinen Stadt jedoch Wachstum und Wohlstand, die nur wenige Stimmen davon entfernt war, die Hauptstadt von Pennsylvania zu werden. 1814 wurde die Siedlung unter dem Namen Columbia ein Borough.
Obwohl sie für kurze Zeit von den Zerstörungen des Sezessionskriegs betroffen war, blieb Columbia das ganze 19. Jahrhundert hindurch ein lebendiges Verkehrs- und Industriezentrum und diente einst als Endstation des Pennsylvania-Kanals. Später sorgte die Große Depression und die Veränderungen in Wirtschaft und Technologie im 20. Jahrhundert für einen wirtschaftlichen Niedergang. Heute befindet sich hier eines der wenigen Museen der Welt, das sich ausschließlich der Uhrmacherei widmet.

## Demografie
Nach einer Schätzung von 2019 leben in Columbia 10.355 Menschen. Die Bevölkerung teilt sich im selben Jahr auf in 81,7 % Weiße, 13,2 % Afroamerikaner, 0,4 % amerikanische Ureinwohner, 0,6 % Asiaten und 3,0 % mit zwei oder mehr Ethnizitäten. Hispanics oder Latinos aller Ethnien machten 13,6 % der Bevölkerung aus. Das mittlere Haushaltseinkommen lag bei 41.475 US-Dollar und die Armutsquote bei 20,4 %.

## Infrastruktur
Die Columbia–Wrightsville Bridge verbindet die Gemeinde mit Wrightsville.

## Persönlichkeiten
- James Lee Kauffman (1886–1968), Rechtsanwalt und Lehrer